# Jardín Botánico de Sheffield

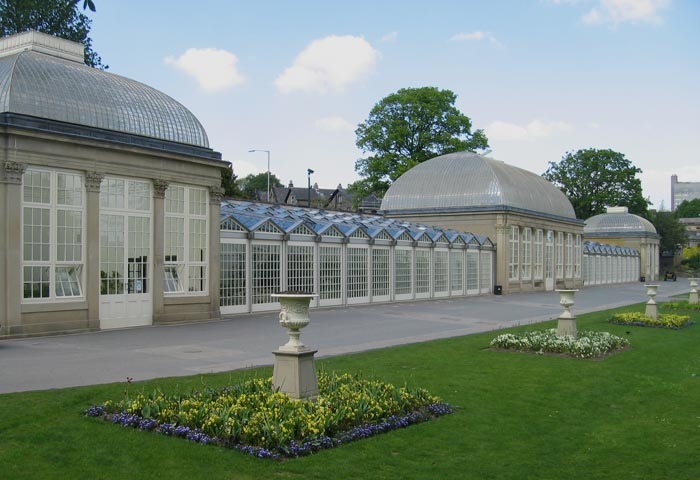
Los invernaderos, Sheffield Botanical Gardens.

El Sheffield Botanical Gardens (Inglés: Jardín Botánico de Sheffield) es un Jardín botánico que se encuentra en Ecclesall Road en Sheffield, Inglaterra, con unas 5,000 especies de plantas en 19 acres (77,000 m²) de terreno.

## Historia
Thomas Dunn, "Master Cutler" (Líder del Gremio de los Fabricantes de Talleres) en Sheffield, convocó una reunión pública en junio de 1833 en respuesta a una solicitud de 80 residentes locales preocupados con la falta de espacios públicos en la ciudad en aquella época. Esto dio como resultado en el establecimiento de la Sociedad "Sheffield Botanical and Horticultural Society" con el objetivo de promover actividades saludables de esparcimiento y de autoeducación a través del desarrollo de un Jardín botánico.
En el año siguiente de la fundación de la sociedad consiguieron reunir recursos sumando £7,500 por la venta de acciones de la empresa, comprando un terreno de 18 acres perteneciente a Joseph Wilson, dueño de una fábrica de rapé. Los jardines fueron diseñados por Robert Marnock abriéndose por primera vez en 1836. En aquella época el acceso al jardín estaba limitado solamente a miembros de la clase media/alta y no al público en general.
En 1844 una fundación civil, la llamada "Sheffield Town Trust" (el cual aún existe, con una historia de 703 años, el "trust" más antiguo de Inglaterra) compró el jardín botánico. La fundación pagó £5.0000 por las acciones, así se hizo como dueño y administrador del jardín, posición que se mantiene hasta mediados del siglo XX.
El 18 de diciembre de 1951 la administración del jardín pasó a la "Sheffield Corporation" (prefectura) a cambio de un alquiler simbólico de un chelín por año (una vigésima parte de una libra esterlina), valor este que aumentó a una libra esterlina en 1971. El "Sheffield Town Trust" continua como dueño del jardín.
Actualmente (2005) el jardín botánico está en fase de remozamiento con cambios notables, que comprenden un presupuesto de £6.69 millones de libras que están siendo costeadas por la fundación "British Heritage Lottery Fund".

## Colecciones
Entre las varias colecciones de plantas que se custodian en este Jardín botánico son de destacar las colecciones nacionales de Weigela y de Diervilla que sirven como reserva genética, de estas plantas asiáticas, para el tiempo presente y para las generaciones futuras. 

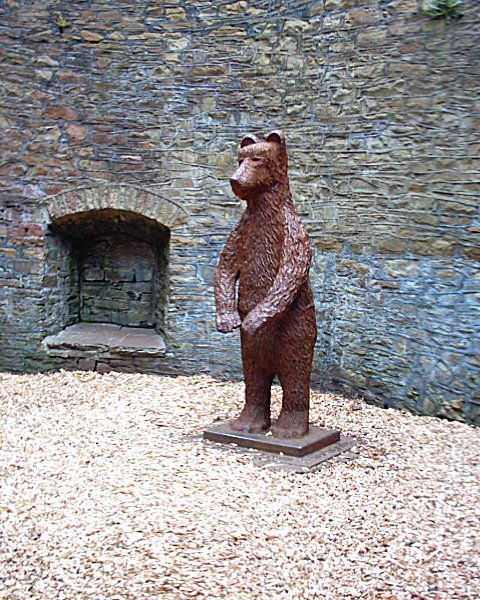
El foso del oso (Bear pit), Sheffield Botanical Gardens.

## Equipamientos
La obra más notable de los jardines son los pabellones de cristal restaurados, fueron oficialmente abiertos al público con la asistencia de Carlos Príncipe de Gales el 1 de septiembre del 2003. 
Estos pabellones son unos ejemplos muy importantes de estructuras curvilíneas de hierro y cristal, siendo a la vez de los primeros que se construyeron. Originalmente, el pabellón central estaba dedicado como casa de palmeras tropicales, con los pabellones más pequeños para plantas de climas más templados. Estos pabellones están enmarcados por canteros geométricos que dan un diseño de contraste.
Los tres fueron unidos más tarde con unas galerías acristaladas, en el estilo « ridge and furrow » (canto y surco) de la casa de cristal de Paxton en Chatsworth.
Además es de destacar un antiguo foso del oso que se encuentra en el interior del jardín botánico.
Otra estructura notable en la entrada principal es el monumento en recuerdo de la Guerra de Crimea.